# Landgericht Großgerau
Das Landgericht Großgerau war von 1821 bis 1879 ein Landgericht in der Provinz Starkenburg des Großherzogtums Hessen mit Sitz in der Stadt Groß-Gerau.

## Bezeichnung
Bei Gründung des Gerichts wurde die Schreibung „Großgerau“ verwendet, die hier auch durchgängig angewandt wird, auch wenn sich im Laufe des 19. Jahrhunderts die Schreibung „Groß-Gerau“ durchsetzte.

## Gründung
Ab 1821 trennte das Großherzogtum Hessen auch auf der unteren Ebene die Rechtsprechung von der Verwaltung. 
 Dem Landratsbezirk Dornberg wurde die Zuständigkeit für die Verwaltung in den ehemaligen Ämtern Dornberg und Rüsselsheim sowie einigen weiteren Orten übertragen. Für
die Aufgaben der Rechtsprechung im gleichen Bereich dem Landgericht Großgerau. Dem Landgericht Großgerau übergeordnet war das Hofgericht Darmstadt und diesem wiederum das Oberappellationsgericht Darmstadt. 
 Bei der Verwaltungsreform 1821 konnte der Staat zunächst ausschließlich die Gerichtsbarkeit im Großherzogtum neu regeln, über die er uneingeschränkt verfügte. Diese Gebiete wurden als Dominiallande bezeichnet. In den Gebieten, in denen Standesherren und anderer Adel weiterhin eigene Gerichtshoheit ausübten, den Souveränitätslanden, musste der Staat dafür zunächst mit jedem der einzelnen Gerichtsherren vertragliche Vereinbarungen treffen. Das zog sich in einigen Fällen noch jahrelang hin.

## Bezirk
Der Bezirk des Landgerichts Großgerau umfasste:
| Gemeinde            | Herkunft                                 | Zugang      | Abgang | Nach                   |
| ------------------- | ---------------------------------------- | ----------- | ------ | ---------------------- |
| Astheim             | Amt Rüsselsheim                          | 1821        | 1879   | Amtsgericht Groß-Gerau |
| Bauschheim          | Amt Rüsselsheim                          | 1821        | 1879   | Amtsgericht Groß-Gerau |
| Berkach             | Amt Dornberg                             | 1821        | 1879   | Amtsgericht Groß-Gerau |
| Biebesheim am Rhein | Amt Dornberg                             | 1821        | 1839   | Landgericht Gernsheim  |
| Bischofsheim        | Amt Rüsselsheim                          | 1821        | 1879   | Amtsgericht Groß-Gerau |
| Büttelborn          | Amt Dornberg                             | 1821        | 1879   | Amtsgericht Groß-Gerau |
| Crumstadt           | Amt Dornberg                             | 1821        | 1839   | Landgericht Gernsheim  |
| Dornberg            | Amt Dornberg                             | 1821        | 1879   | Amtsgericht Groß-Gerau |
| Dornheim            | Amt Dornberg                             | 1821        | 1879   | Amtsgericht Groß-Gerau |
| Erfelden            | Amt Dornberg                             | 1821        | 1879   | Amtsgericht Groß-Gerau |
| Geinsheim           | Amt Dreieichenhain (Fürstentum Isenburg) | 1822 / 1823 | 1879   | Amtsgericht Groß-Gerau |
| Ginsheim            | Amt Kelsterbach                          | 1821        | 1879   | Amtsgericht Groß-Gerau |
| Goddelau            | Amt Dornberg                             | 1821        | 1879   | Amtsgericht Groß-Gerau |
| Griesheim           | Amt Pfungstadt                           | 1821        | 1853   | Landgericht Darmstadt  |
| Groß-Gerau          | Amt Rüsselsheim                          | 1821        | 1879   | Amtsgericht Groß-Gerau |
| Haßloch             | Amt Rüsselsheim                          | 1821        | 1879   | Amtsgericht Groß-Gerau |
| Klein-Gerau         | Amt Rüsselsheim                          | 1821        | 1879   | Amtsgericht Groß-Gerau |
| Königstädten        | Amt Rüsselsheim                          | 1821        | 1879   | Amtsgericht Groß-Gerau |
| Leeheim             | Amt Dornberg                             | 1821        | 1879   | Amtsgericht Groß-Gerau |
| Nauheim             | Amt Kelsterbach                          | 1821        | 1879   | Amtsgericht Groß-Gerau |
| Raunheim            | Amt Rüsselsheim                          | 1821        | 1879   | Amtsgericht Groß-Gerau |
| Rüsselsheim         | Amt Rüsselsheim                          | 1821        | 1879   | Amtsgericht Groß-Gerau |
| Stockstadt          | Amt Dornberg                             | 1821        | 1839   | Landgericht Gernsheim  |
| Trebur              | Amt Rüsselsheim                          | 1821        | 1879   | Amtsgericht Groß-Gerau |
| Wallerstädten       | Amt Rüsselsheim                          | 1821        | 1879   | Amtsgericht Groß-Gerau |
| Wolfskehlen         | Amt Dornberg                             | 1821        | 1879   | Amtsgericht Groß-Gerau |
| Worfelden           | Amt Rüsselsheim                          | 1821        | 1879   | Amtsgericht Groß-Gerau |

## Weitere Entwicklung
Als 1822 ein Abkommen mit dem Haus Isenburg zustande kam, konnte deren Ort Geinsheim in die staatliche Gerichtsbarkeit übernommen werden und wurde dem Landgericht Großgerau zugeschlagen.
Zum 16. Dezember 1839 wurde das Landgericht Gernsheim neu errichtet und die Zuständigkeit für einige Orte dorthin abgegeben.
Durch mehrere Verwaltungsreformen, 1832, 1848 und zuletzt 1852 sowie die Abschaffung der standesherrlichen Privilegien in der Revolution von 1848 hatten sich nicht nur die Bezeichnungen der Verwaltungsbezirke, sondern auch deren Grenzen geändert. Um das wieder anzugleichen, revidierte das Großherzogtum 1853 in den Provinzen Starkenburg und Oberhessen umfassend die Zuständigkeitsbereiche der Gerichte. Infolge dieser Neuordnung trat das Landgericht Großgerau die Gemeinde Griesheim an das neu errichtete Landgericht Darmstadt ab.

## Ende
Mit dem Gerichtsverfassungsgesetz von 1877 wurden Organisation und Bezeichnungen der Gerichte reichsweit vereinheitlicht. Zum 1. Oktober 1879 hob das Großherzogtum Hessen deshalb die Landgerichte auf. Funktional ersetzt wurden sie durch Amtsgerichte. So ersetzte das Amtsgericht Groß-Gerau das Landgericht Groß-Gerau. „Landgerichte“ nannten sich nun die den Amtsgerichten direkt übergeordneten Obergerichte. Das Amtsgericht Groß-Gerau wurde dem Bezirk des Landgerichts Darmstadt zugeordnet.

## Richter
- Christian Karl Theodor Weyland, Landrichter 1821–1830
- Heinrich Stein, Landrichter 1857 bis 1865